# League of Ireland First Division 2025
Die League of Ireland First Division 2025 (offiziell: SSE Airtricity League First Division nach dem Ligasponsor Airtricity) ist die 41. Spielzeit der zweithöchsten irischen Fußballliga. Die Punktspielrunde begann am 14. Februar 2025 und endet am 17. Oktober 2025. Anschließend finden die Aufstiegsrunde und die Relegation statt.

## Modus
Die zehn Mannschaften spielen jeweils viermal an 36 Spieltagen gegeneinander um die Meisterschaft. Das Team auf dem ersten Platz steigt direkt in die Premier Division auf. Die Teams auf den Plätzen 2 bis 5 spielen eine Aufstiegsrunde im K.-o.-System dessen Sieger in einem Play-off-Spiel gegen den 9. der Premier Division um den Aufstieg spielt. Es gibt keinen sportlichen Absteiger.

## Vereine
| Verein                        | Stadt      | Stadion              | Kapazität |
| ----------------------------- | ---------- | -------------------- | --------- |
| Athlone Town                  | Athlone    | Athlone Town Stadium | 2.500     |
| Bray Wanderers                | Bray       | Carlisle Grounds     | 4.000     |
| Cobh Ramblers                 | Cobh       | St. Colman’s Park    | 4.000     |
| Dundalk FC                    | Dundalk    | Oriel Park           | 4.500     |
| Finn Harps                    | Ballybofey | Finn Park            | 4.500     |
| Kerry FC                      | Tralee     | Mounthawk Park       | 1.200     |
| Longford Town                 | Longford   | Bishopsgate          | 6.000     |
| Treaty United                 | Limerick   | Markets Field        | 5.000     |
| University College Dublin AFC | Dublin     | UCD Bowl             | 2.400     |
| Wexford FC                    | Wexford    | Ferrycarrig Park     | 2.500     |

## Tabelle
| Pl.                  | Verein                        | Sp. | S  | U | N  | Tore    | Diff. | Punkte |
| -------------------- | ----------------------------- | --- | -- | - | -- | ------- | ----- | ------ |
| 1.                   | Dundalk FC (A)                | 19  | 12 | 7 | 0  | 031:130 | +18   | 43     |
| 2.                   | Cobh Ramblers                 | 19  | 12 | 3 | 4  | 035:180 | +17   | 39     |
| 3.                   | Bray Wanderers                | 19  | 11 | 1 | 7  | 031:260 | +5    | 34     |
| 4.                   | Treaty United                 | 19  | 8  | 4 | 7  | 033:200 | +13   | 28     |
| 5.                   | University College Dublin AFC | 19  | 6  | 5 | 8  | 015:200 | −5    | 23     |
| 6.                   | Wexford FC                    | 19  | 6  | 4 | 9  | 022:260 | −4    | 22     |
| 7.                   | Kerry FC                      | 18  | 6  | 3 | 9  | 020:260 | −6    | 21     |
| 8.                   | Longford Town                 | 19  | 4  | 6 | 9  | 015:330 | −18   | 18     |
| 9.                   | Finn Harps                    | 18  | 3  | 7 | 8  | 021:260 | −5    | 16     |
| 10.                  | Athlone Town                  | 19  | 3  | 6 | 10 | 013:280 | −15   | 15     |
| Stand: 22. Juni 2025 |                               |     |    |   |    |         |       |        |

Platzierungskriterien: 1. Punkte – 2. Tordifferenz – 3. geschossene Tore

| (A) | Absteiger aus der League of Ireland 2024 |

## Aufstiegsrunde
Die Mannschaften auf den Plätzen 2 bis 5 qualifizieren sich für die Aufstiegsrunde, die im K.-o.-System ausgetragen wird. Der Sieger bestreitet das Relegationsspiel gegen den 9. der Premier Division.

### Halbfinale
Die Spiele finden am 24. und 28. Oktober 2025 statt.
| Datum          |  | Gesamt |  | Hinspiel | Rückspiel |
| -------------- |  | ------ |  | -------- | --------- |
| 24./28.10.2025 |  | –:–    |  | –:–      | –:–       |
| 24./28.10.2025 |  | –:–    |  | –:–      | –:–       |

### Finale
Das Spiel findet am 2. November 2025 statt.
| Datum     |  | Ergebnis |  |
| --------- |  | -------- |  |
| 2.11.2025 |  | –:–      |  |

## Relegation
Das Spiel findet am 7. November 2025 im Tallaght Stadium in Dublin statt.
| Datum     |  | Ergebnis |  |
| --------- |  | -------- |  |
| 7.11.2025 |  | –:–      |  |